# Advent (groupe)
Pour les articles homonymes, voir Advent.
Advent est un groupe américain de punk hardcore chrétien, originaire de Kernersville, en Caroline du Nord. Le groupe est composé de membres d'un ancien groupe de post-hardcore nommé Beloved, et est formé en 2005 après la séparation de Beloved. Le groupe sort deux albums sous le label Solid State Records. Le groupe annonce sa séparation en juillet 2011, et tient deux derniers concerts les 2 et 3 septembre en Caroline du Sud et en Caroline du Nord, respectivement. 
En 2015, le groupe se reforme et sort un nouvel album intitulé Pain and Suffering. Le groupe signe plus tard chez Bridge 9. Le groupe est qualifié de « ...l'une des exportations les plus lourdes de l'État... ».

## Histoire
Advent est formé en 2005 après la séparation de Beloved. Les membres Joe Musten, Johnny Smrdel et Matt Harrison forment le groupe, et y ajoutent Michael Rich et Chris Ankelein. Le groupe signe chez Solid State Records peu après sa formation et sort Remove the Earth en 2008,. Harrison quitte le groupe peu de temps après et le groupe devient un quatre-pièces et participe au Stronger than Hell Tour avec Demon Hunter, The Famine, Oh, Sleeper et Living Sacrifice. Ils sortent Naked and Cold en 2009 avant qu'Ankelein ne quitte le groupe et soit remplacé par son ami de longue date Jordan McGee. Lors du premier concert de McGee, Musten n'est pas présent du fait qu'il tournait un clip vidéo pour The Almost. Le chant est assuré par les membres de Call to Preserve, le groupe avec lequel ils étaient en tournée. Le groupe joue des concerts jusqu'en 2011, date à laquelle il annonce sa séparation,, les membres rejoignant d'autres groupes ou partant travailler ; Musten continue avec The Almost, Smrdel démarre une entreprise locale, Rich déménage à Portland, dans l'Oregon, et McGee rejoint The Ember Days, Civilian et quelques autres,.
En 2015, le groupe se reforme, mais ce retour n'est annoncé qu'en 2016,. Le groupe publie toutes les démos de ses anciens albums. Le groupe annonce ensuite la sortie d'un nouvel EP, Pain and Suffering, le 27 janvier 2017. Le groupe signe ensuite avec Bridge 9 Records. Pain and Suffering sort le 27 janvier 2017 chez Bridge 9, et est bien accueilli. Les thèmes lyriques de l'album traitent de choses telles que la perte du père de Musten à l'âge de 64 ans d'une crise cardiaque (Shadow of Death). 

## Discographie

### Albums studio
- 2008 : Remove the Earth (Solid State Records)
- 2009 : Naked and Cold (Solid State Records)

### EP
- 2017 : Pain and Suffering (Bridge 9 Records)

### Singles
- 2016 : Weight of the World
- 2017 : Shadow of Death